# Consell Nacional de Províncies
El Consell Nacional de Províncies és la cambra alta del parlament de Sud-àfrica segons la constitució de 1997. Va reemplaçar a l'antic Senat, però és similar en què representa les províncies individuals i les àrees urbanes. Les votacions per a elegir els membres del Consell Nacional de Províncies són indirectes; els ciutadans voten pels membres dels parlaments provincials, i cadascun d'aquests parlaments nomena una delegació de deu membres per al Consell Nacional. La delegació, que inclou un premier, ha de reflectir la proporció de cada partit polític en el parlament provincial. Totes les nou províncies de Sud-àfrica tenen la mateixa representació en el Consell, sense importar llur població. Una delegació de l'Associació del Govern Local Sud-africà, pot assistir a les reunions del Consell Nacional, però no té dret a vot.